# Fatima Jibrell
Fatima Jibrell (somali: Fadumo Jibriil; àrab: فاطمة جبريل, Fāṭima Jibrīl; Sanaag, 30 de desembre de 1947) és una activista mediambiental somali-americana. És la cofundadora de l'Organització de Socors i Desenvolupament de la Banya d'Àfrica (actualment Adeso), de la qual va ser directora executiva fins al 2006, a més de cofundadora de Sun Fire Cooking. També va ser fonamental en la creació de la Coalició de Dones per la Pau.

## Biografia
Jibrell va néixer el 30 de desembre de 1947 a Sanaag, Somàlia, en el si d'una família nòmada. El seu pare, que treballava a la marina mercant, es va establir a la ciutat de Nova York. De nena, a Somàlia, va viure en un internat britànic fins als 16 anys, quan va deixar el país per reunir-se amb el seu pare als Estats Units. Allà, Jibrell es va graduar a la Temple High School.
El 1969, va tornar a Somàlia i va treballar pel govern, feina en la qual va conèixer el seu marit, Abdurahman Mohamoud Ali, diplomàtic. Mentre ella i la seva família estaven estacionades a l'Iraq, Jibrell va començar els estudis de grau a la Universitat de Damasc, a la propera Síria. El 1981, el seu marit va ser traslladat als Estats Units, on va completar la llicenciatura en anglès. Finalment, va cursar un màster en Treball Social a la Universitat de Connecticut. Mentre vivien als Estats Units, Jibrell i el seu marit van criar cinc filles, inclosa Degan Ali. També es va convertir en ciutadana estatunidenca.

## Ambientalisme
Estimulada per la guerra civil a Somàlia que va començar el 1991, Jibrell juntament amb el seu marit i els amics de la família van cofundar l'Organització per al Desenvolupament i l'Alleujament de la Banya d'Àfrica, col·loquialment coneguda en anglès com Horn Relief, una organització no governamental (ONG) de la qual va exercir de directora executiva. El 2012, Horn Relief va canviar oficialment de nom per Adeso. Encara que Jibrell es retirés del seu càrrec de directora executiva el 2006, manté un paper a la junta directiva de l'organització i als programes a Somàlia. Adeso descriu la seva missió com una obra a nivell de base dirigit a elevar les comunitats locals.
Jibrell va ser fonamental en la creació de la Coalició de Dones per la Pau per fomentar una major participació de les dones en la política i els temes socials. També va cofundar Sun Fire Cooking, que té com a objectiu introduir cuines solars a Somàlia per a reduir la dependència del carbó vegetal com a combustible.
El 2008, Jibrell va escriure i coproduir un curtmetratge titulat Charcoal Traffic, que utilitza una història de ficció per educar el públic sobre la crisi del carbó vegetal. La pel·lícula va ser dirigida pel cineasta Nathan Collett.
El 2011, Jibrell, juntament amb el diplomàtic australià jubilat James Lindsay, va publicar Peace and Milk: Scenes of Northern Somalia, un llibre de fotografia sobre el camp nòmada i la vida de Somàlia. L'obra ha rebut reconeixements internacionals d'organitzacions ecologistes, com ara de la Goldman Environmental Foundation i de Résistants pour la Terre.

## Campanya contra el carbó
Amb Horn Relief, Jibrell va organitzar una campanya reeixida per salvar antics boscos d'acàcies al nord-est de Somàlia. Aquests arbres, que poden arribar als 500 anys d'edat, s'estaven talant per fer carbó vegetal, molt demandat per les tribus beduïnes de la Península Aràbiga. No obstant això, tot i que és un combustible relativament econòmic, la producció de carbó vegetal sovint condueix a la desforestació i la desertització. Com a manera d'abordar aquest problema, Jibrell i Horn Relief van formar un grup d'adolescents per educar el públic sobre el dany permanent que pot generar la producció de carbó vegetal. El 1999, Horn Relief va coordinar una marxa per la pau a la regió nord-est de Puntland de Somàlia per posar fi a les anomenades "guerres del carbó vegetal". Com a resultat dels esforços de pressió i educació de Jibrell, el govern de Puntland va prohibir l'any 2000 l'exportació de carbó vegetal. Des d'aleshores, el govern també ha fet complir la prohibició, la qual cosa ha suposat una caiguda del 80% de les exportacions del producte.

## Premis
Pels seus esforços en contra de la degradació ambiental i desertificació, Jibrell ha rebut diversos premis. El 2002, li va ser lliurat el Premi Mediambiental Goldman. El 2008, també va guanyar el premi National Geographic Society / Fundació Buffett al lideratge en conservació. El 2014, Jibrell va rebre el premi Campions de la Terra del Programa de les Nacions Unides per al Medi Ambient (PNUMA) per la conservació del medi ambient. A més, el 2016 Jibrell va rebre el Premi Takreem al Desenvolupament Ambiental i Sostenibilitat.